# Ap Verheggen
Ap Verheggen (1964) is een kunstenaar die zich voornamelijk met beeldhouwkunst bezighoudt. Hij studeerde aan de Academie Beeldende Kunsten Maastricht waar hij een voorliefde voor beeldhouwkunst en filmkunst ontwikkelde.
In de loop van de jaren combineert Ap kunst steeds meer met technologie die een ecologisch effect heeft, wat betreft klimaatverandering, watertekorten, enzovoorts.
In 2009 plaatste hij sculpturen met een GPS positiebepaler op een ijsberg in Uummannaq, Groenland. Het was de bedoeling dat deze sculpturen jarenlang de positie van de ijsberg zouden weergeven op de website van de kunstenaar, maar doordat de ijsberg voortijdig uiteenviel was dit maar enkele maanden mogelijk. In een artikel in The New York Times uit 2014 werd ook zijn Sunglacier project vermeld, waaraan in de erop volgende jaren zou worden gewerkt.
In 2015 werd zijn werk "Giant HandShoe" in de Stadtgalerie Klagenfurt te Oostenrijk tentoongesteld. Met dit kunstwerk gaat een schoen met een hoge hak over in een hand.
In 2016 leverde Verheggen een bijdrage aan het museum Beelden aan Zee in Scheveningen, in de vorm van zijn SunGlacier sculptuur.
Met de SunGlacier werd op uitnodiging van de Nederlandse Commandant der Strijdkrachten Tom Middendorp in Mali gedemonstreerd, dat met zonne-energie in de Sahara water gewonnen kon worden uit de lucht. Indien deze techniek verfijnd wordt, kan dit als neveneffect hebben dat in woestijnen drinkwater beschikbaar zal komen. Dit kwam in 2017 in het nieuws. Bij aanvankelijke experimenten bleek het gewonnen water al snel te verdampen, vandaar dat aan een nieuw apparaat werd gewerkt.
- Library of Congress Control Number: no2015138378
- RKD-Nederlands Instituut voor Kunstgeschiedenis: 249881
- Virtual International Authority File: 145144782715362939137
- WorldCat: E39PBJfMjPkXPFxM4h3mfBRBT3